# Ann-Elen Skjelbreid
Ann-Elen Skjelbreid (n. 13 septembrie 1971, Bergen, Norvegia) este o biatlonistă norvegiană, medaliată olimpică. A participat la 3 ediții ale Jocurilor Olimpice (1994, 1998, 2002) în care a câștigat o medalie de argint și o medalie de bronz.